# デショーン・スティーブンソン
デショーン・スティーブンソン（DeShawn Stevenson 1981年4月3日 - ）は、アメリカ合衆国カリフォルニア州フレズノ出身の元プロバスケットボール選手。ポジションはシューティングガード。身長196cm、体重95kg。高卒選手の一人。

## 経歴

### 学生時代
高校はワシントン・ユニオン高校でプレイし、最終学年には30.4得点9.7リバウンド6.2アシストの成績でパレード誌選出のオールアメリカファーストチームに選ばれた。2000年のマクドナルド高校オールスターゲームでは先発出場して25得点をあげ、さらにスラムダンクコンテストでは優勝を果たした。

### NBA時代
大学には進学せず、高校卒業後は直接2001年のNBAドラフトにアーリーエントリーした。しかしドラフト直前の6月20日に未成年者への暴行疑惑で訴えられ、さらにドラフト当日には高校のチームメイトらとの暴行に関与するなど、素行の悪さが目立ち、NBA入りする前からキャリアの危機に陥ったが、何とかユタ・ジャズから1巡目23位指名を受けてNBA入りを果たした。1年目の2001-02シーズン、高卒ルーキーだったスティーブンソンには多くの出場機会は与えられず、40試合の出場で平均2.2得点の成績に終わった。ジェフ・ホーナセックの引退以降空席状態となっていたSGのポジションを、毎シーズン何人かの選手が争そっていたが、03-04シーズンにはついにスティーブンソンが先発の座を奪取する。それまでのキャリア平均を大幅に上回る11.4得点と好調のシーズンを送っていたが、シーズン中にトレードに出され、オーランド・マジックに移籍した。
04-05シーズンは怪我を抱えたこともあり、55試合の出場で平均7.8得点の成績だった。スティーブンソンは自分の出場時間に不満を持ち、チームに対してトレード要求を行ったが、翌シーズンには出場時間を回復、成績も11.0得点と持ち直した。このシーズン終了後、スティーブンソンはプレイヤーオプションを行使して無制限のフリーエージェントとなり、再契約を望んだマジックの3年1000万ドルの条件を蹴って果敢にFA市場へと打って出たが、どこからもオファーを受けることができず、結局ワシントン・ウィザーズと1年のベテラン最低保障額90万ドルで契約を結ぶ羽目となった。
ウィザーズでの1年目となった06-07シーズンも11.2得点と成績を維持し、オフには4年1500万ドルの契約を結ぶことに成功した。07-08シーズンのプレーオフではリーグ屈指のスーパースター、レブロン・ジェームズに対するスティーブンソンの挑発行為が話題となった。プレーオフ1回戦でレブロンのクリーブランド・キャバリアーズと対戦するスティーブンソンは、レブロンを「過大評価」と言い放つと、レブロンは「まるでジェイ・Zがソウルジャ・ボーイ（いずれも人気ラッパーで、レブロンはジェイ・Zと交友がある）のような若造のほざきに付き合っているようなものだ」とコメント（ちなみにスティーブンソンの方がレブロンよりも年長である）。シリーズはウィザーズが2連敗を喫するが、試合中もスティーブンソンは相手を挑発するような仕草を繰り返し、そしてワシントンD.C.で行われた第3戦は、レブロンに引き合いに出されたソウルジャ・ボーイをコートサイドの席に座らせた上で、キャバリアーズを破ってみせた。そこでジェイ・Zは自身の曲「Blow the Whistle」でスティーブンソンをバカにした。シリーズは結局ウィザーズの敗退で終わった。
2010年2月13日､カロン・バトラー､ブレンダン・ヘイウッドとともに､ジョシュ・ハワード､ドリュー・グッデン（2月17日に､グッデンはロサンゼルス・クリッパーズへ移籍）ら計4選手との3対4の交換トレードで､ダラス・マーベリックスへ移籍。2011年のNBAファイナルでのマイアミ・ヒート戦では、前述のウィザーズ時代の騒動で因縁が深かったレブロン・ジェームズとのマッチアップで奮闘し、マーベリックス初のNBA優勝に貢献した。
2011年12月23日、ニュージャージー・ネッツと2年間500万ドルで契約。2012年夏にジョー・ジョンソンとの大型トレードでアトランタ・ホークスに移籍。2013年夏に自身のTwitterでマイアミ・ヒートでのプレーを熱望する書き込みを行い、現役続行を望んだものの、以降は契約するチームが無くなり、2016年12月19日に引退を表明。現在はフロリダ州オーランドで理髪店を経営しているという。